# مسجد كأني أكلت
مسجد كأني أكلت أو Sanki Yedim Camii (باللغة التركية)، جامع صغير في إسطنبول وتحديدا في منطقة فاتح، اكتسب شهرته من اسمه الغريب، ويعود تاريخ إنشاء الجامع إلى القرن الثامن عشر في عهد الدولة العثمانية، ويتسع مصلى الحرم لنحو (200) مصل.

## قصة بناء الجامع وسبب تسميته
قصة المسجد هي أنه كان يعيش في منطقة «فاتح» شخص اسمه «خير الدين كججي أفندي»، وكان عندما يمشي في السوق، وتتوق نفسه لشراء فاكهة، أو لحم، أو حلوى، يقول في نفسه:«صانكي يدم»، أي بمعنى «كأنني أكلت» ثم يحفظ ثمن ذلك الطعام في صندوق له.
وبعد مرور عدة سنوات من توفير معظم دخله ويكتفي بما يقيم أوده فقط، إزدادت النقود في صندوقه شيئا فشيئا، حتى استطاع بهذا المبلغ والذي وفره في بناء مسجد صغير في محلته، ولما كان أهل المحلة يعرفون قصته، وكيف استطاع أن يبني هذا المسجد أطلقوا على الجامع اسم (جامع صانكي يدم) أي «كأنى أكلت».

## تاريخ الجامع
تعرض الجامع لأضرار كبيرة خلال الحرب العالمية الأولى، وبعد الحرب بعشرين عاما، تدمر الجامع تقريبا بفعل حريق نشب فيه، وفي عام 1959م، تم اصلاح المسجد بعد تبرعات من السكان.

## الإرث
يقول “عبد الصمد آيدن” -نائب مفتي منطقة الفاتح في إسطنبول: “إن الحكمة من مسجد “كأني أكلت” هو الحث على التوفير الممكن وعدم التبذير والاقتراض والاقتصاد قدر المستطاع بكل المواد، خاصة أننا نعيش في مجتمعات استهلاكية كبيرة، وهذا المسجد يمثل درسًا ممتازًا لكل إنسان، درس للرجل في إدارة أعماله والمرأة في منزلها وحتى الشباب والأطفال”.
وحول تاريخ بناء المسجد يقول آيدن: “المسجد بني بواسطة “كتشيجي خير الدين” أو “محمد شوقي أفندي” ولم يثبت التاريخ في الاسم، إن هذا الرجل عانى الفقر وامتلك تلك القدرة الجبارة على لجم النفس البشرية، فحرمها كل مشتهياتها بمساندة عبارة “كأني أكلت”. واستطاع التوفير من أموال هذه الحياة المتقشفة مما رفع به على مر سنوات جدران هذا المسجد”.

## قصيدة «صنكي يدم» للشاعر سعيد عبيد
https://www.youtube.com/watch?v=OEkEb5mkn3I&t=4s